# Amamentação por mães infectadas pelo HIV
Amamentação por mães infectadas pelo HIV é a prática de amamentação realizada por mães infectadas pelo HIV e inclui aquelas que desejam ou que estão amamentando. O HIV pode ser transmitido para o bebê por meio da amamentação. O risco de transmissão varia e depende da carga viral no leite materno. Um bebê pode ser infectado pelo HIV durante toda a gestação ou no momento do parto (intraparto).

## Contexto
As diretrizes de amamentação no contexto do HIV, estabelecidas pela OMS, sugerem que mães infectadas pelo HIV (particularmente em países com poucos recursos) pratiquem somente a amamentação exclusiva, em vez de métodos mistos que envolvam outros suplementos alimentares ou fluidos. Vários estudos demonstraram os benefícios da amamentação exclusiva para mãe e filho, mostrando que a prática por 6 meses reduz significativamente a transmissão, aumenta as chances de sobrevivência do bebê no primeiro ano e auxilia a recuperação da mãe após o parto.
Apesar desses indicadores positivos, outros estudos constataram que bebês alimentados com mamadeira por mães infectadas pelo HIV têm aproximadamente 19% de chance de infecção, em comparação com cerca de 49% entre os bebês amamentados. Essa variação dificulta o estabelecimento de diretrizes adequadas para mulheres infectadas pelo HIV em países em desenvolvimento, onde métodos alternativos de alimentação nem sempre são aceitáveis, viáveis, acessíveis, sustentáveis e seguros (AFASS).

## Política de prevenção da transmissão de mãe para filho (PTMF)
A prática da amamentação por mães soropositivas é uma questão de saúde pública global contestada e controversa. Programas de prevenção da transmissão de mãe para filho (PTMF) e outras diretrizes internacionais oferecem intervenções preventivas para combater a transmissão do HIV de mãe para filho em países do Terceiro Mundo. Os programas de PTMF fornecem às mulheres soropositivas recomendações e serviços que incluem terapia antirretroviral (TAR), modificações nas práticas de alimentação infantil (ou seja, amamentação exclusiva ou alimentação por substituição exclusiva) e aconselhamento.
Embora os programas de PTMF tenham sido implementados em diversas regiões, seu sucesso em contextos com recursos limitados ainda é amplamente debatido. Em 2008, estimava-se que a África Subsaariana contabilizava 430.000 infecções por HIV em crianças com menos de 15 anos. A falta de participação e adesão das mulheres soropositivas aos serviços de PTMF e às diretrizes de alimentação infantil dificultou o êxito dessas políticas, mesmo com o conhecimento e a tecnologia disponíveis. Muitas mulheres temem saber seu status de HIV. De modo geral, as mães soropositivas carecem de apoio, especialmente dos homens, o que resulta em estigmatização e exclusão pela comunidade. Por esse motivo, a maioria acaba perdendo o contato com os programas de desenvolvimento, que cessam logo após o parto. A descontinuação desses programas dificulta o acesso a informações sobre as diversas opções de alimentação, pois não estão disponíveis para oferecer o conhecimento necessário.

## Experiências interculturais
O acesso aos recursos para a prevenção da transmissão de mãe para filho do HIV varia entre as diferentes regiões culturais. "A transmissão do HIV de mãe para filho foi virtualmente eliminada em contextos com recursos abundantes, como nos Estados Unidos e na Europa". Em países desenvolvidos, os recursos médicos e terapêuticos podem incluir medicamentos para mães soropositivas durante a gravidez e o parto, cesariana para reduzir a exposição do bebê à infecção e adaptações nas práticas de alimentação infantil. Em países do Terceiro Mundo, recursos e tecnologias médicas podem ser escassos e representar um ônus financeiro para as mães soropositivas. Mães infectadas pelo HIV recorrem a conselheiros para obter conhecimentos e recomendações especializadas sobre alimentação infantil e saúde. Em contextos com recursos limitados, as mães soropositivas também têm acesso a tratamentos por meio da terapia antirretroviral (TAR), um recurso que contribuiu para a eliminação da transmissão do HIV de mãe para filho em países do Primeiro Mundo. Para ter acesso a esses recursos, é necessário manter consultas de acompanhamento regulares, o que é problemático em locais com infraestrutura de saúde precária, como na Índia, Tanzânia e Nigéria. Essa situação também representa um dilema, pois, apesar dos recursos limitados disponíveis, restrições financeiras podem impedir o acesso aos tratamentos, influenciando a decisão de recorrer exclusivamente à amamentação como opção principal devido à instabilidade financeira.
Pesquisas antropológicas demonstram que, em contextos onde a amamentação é essencial para a sobrevivência do bebê, como em ambientes com poucos recursos, as diretrizes de alimentação infantil do PTMF desafiam as noções de maternidade e o poder decisório das mulheres no cuidado infantil, influenciando as experiências de alimentação das mães soropositivas. No leste da África, a mortalidade infantil é alta e a amamentação é vital para a sobrevivência do bebê. Aqui, a maternidade é definida como a responsabilidade de garantir o crescimento e a saúde adequados da criança. A amamentação também é vista como uma prática cultural que contribui para a criação de vínculos sociais entre mãe e filho. Contudo, há uma desconexão entre a diretriz de alimentação infantil da política de PTMF e o que é considerado comportamento materno adequado. A política de PTMF promove a alimentação por substituição, pois se acredita que ela previne o risco de transmissão do HIV. No entanto, seguir essas diretrizes é difícil para mães em contextos com poucos recursos, que consideram que não amamentar pode prejudicar a saúde e a sobrevivência do bebê, além de comprometer o "desenvolvimento de vínculos corporais e emocionais próximos entre mãe e filho". Dessa forma, para as mulheres soropositivas, não amamentar é visto como falhar em exercer a maternidade.

## Diretriz da Organização Mundial da Saúde
Com o intuito de aprimorar a diretriz das Nações Unidas para as opções ideais de alimentação infantil para mães infectadas pelo HIV, a Organização Mundial da Saúde (OMS) realizou, em 2006, uma convenção de três dias em Genebra para revisar novas evidências estabelecidas desde a última diretriz, em 2000. Os participantes incluíram agências da ONU, representantes de organizações não governamentais, pesquisadores, especialistas em alimentação infantil e departamentos da sede da OMS. A convenção concluiu com as seguintes recomendações: se a alimentação por substituição for aceitável, viável, acessível e segura, recomenda-se que as mães infectadas pelo HIV a utilizem; caso contrário, recomenda-se a amamentação exclusiva. Aos seis meses, se a alimentação por substituição ainda não estiver disponível, as mães infectadas pelo HIV são incentivadas a introduzir lentamente alimentos enquanto continuam a amamentar. Àquelas com bebês infectados pelo HIV, recomenda-se que a amamentação continue mesmo após os 6 meses.